# Conavalla
Conavalla är ett berg i republiken Irland.   Det ligger i grevskapet Wicklow och provinsen Leinster, i den östra delen av landet, 40 km söder om huvudstaden Dublin. Toppen på Conavalla är 737 meter över havet, eller 108 meter över den omgivande terrängen. Bredden vid basen är 2,6 km. Conavalla ingår i Wicklowbergen.
Terrängen runt Conavalla är huvudsakligen kuperad.Runt Conavalla är det mycket glesbefolkat, med 5 invånare per kvadratkilometer. Närmaste större samhälle är Blessington, 18,3 km norr om Conavalla. Trakten runt Conavalla består i huvudsak av gräsmarker.